# アルティンベク・サルセンバエフ

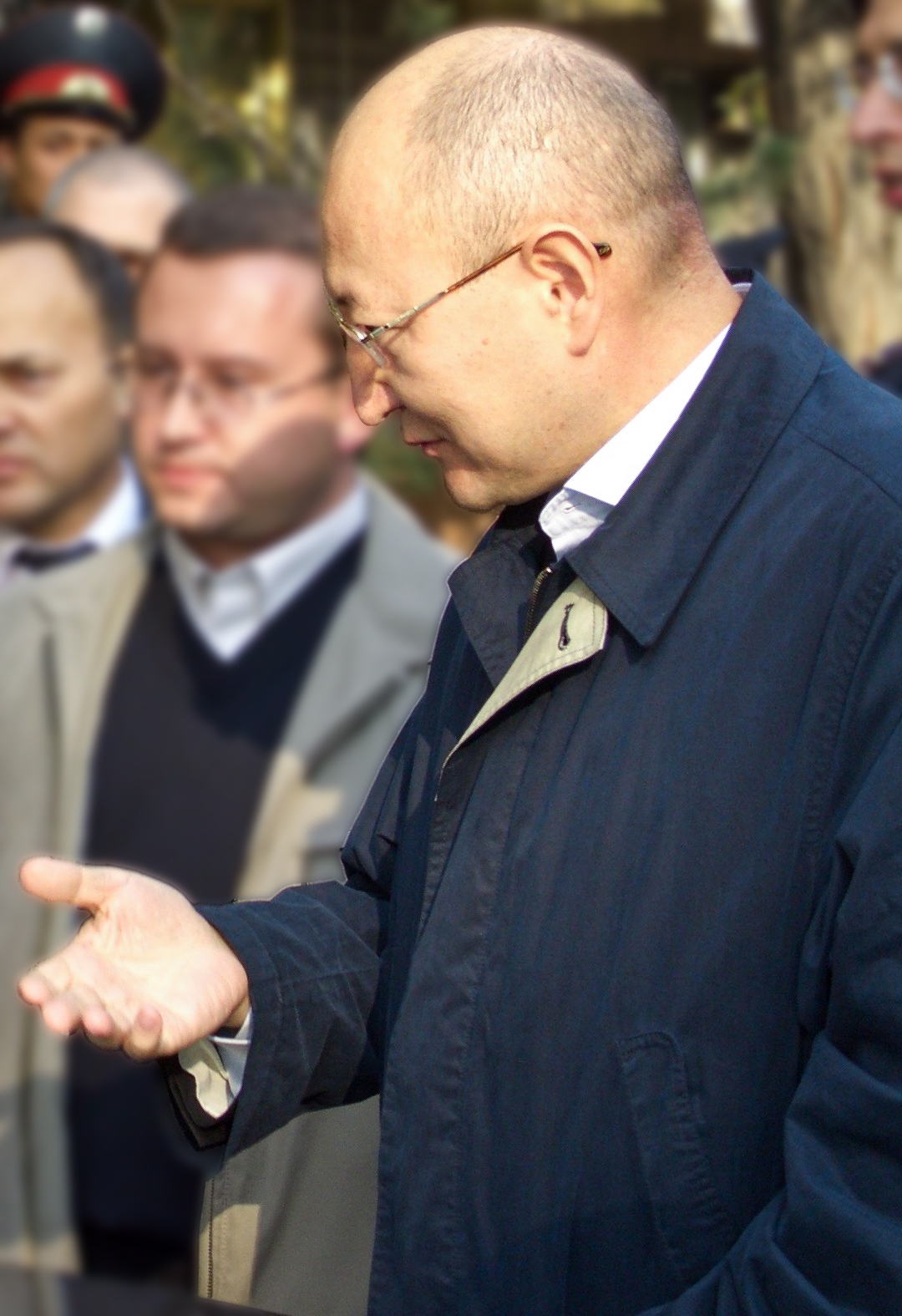

アルティンベク・サルセンバエフ（Altynbek Sarsenbaev、Altynbek Sarsenbaiuly,ロシア語: Алтынбек Сәрсенбаев、カザフ語: Алтынбек Сәрсенбайұлы1962年9月12日 - 2006年2月13日）は、カザフスタンの政治家。情報大臣、ロシアのカザフスタン大使を務めたこともある。

## 経歴
アルマ・アタ州ナルインコリスキー地区カイナル村出身。1985年、M.V.ロモノソフ名称モスクワ国立大学を卒業。政治科学博士。大学卒業後、KazTAGの編集員、主任編集員、「アライ」（朝焼け）誌の編集員、責任書記、「オルケン」（水平線）紙の編集員として働く。
1992年から1993年、大統領府・内閣文化・国際関係課主任、内政課主任。1993年、出版・情報相。1995年、国家出版・情報問題局長官。1997年、情報・社会合意相。1999年、文化・情報・社会合意相。2001年5月から12月、安全保障会議書記。
2002年1月から2003年11月、駐露非常全権大使。2003年11月、「アク・ジョル」（明るい道）党を創設。2004年7月から9月、情報相。

## 暗殺
サルセンバエフは事件当時、カザフスタンの野党「アク・ジョル」の共同議長であった。2005年11月の選挙に出馬し、選挙期間中に何者かに襲撃されている。
2006年2月13日、サルセンバエフは運転手とともに、アルマトイで射殺体で発見された。5人の国家保安委員会のメンバーが、サルセンバエフの殺害に関わっているとして逮捕された。バウルツァン・ムハメドツァノフ内務大臣によると、犯人は一人当たり2万5千ドルを受け取ったという。警察官一人も殺人に関わったとして逮捕されている。
カザフスタンでは、11月にも反対派のアルマトイ前市長のザマンベック・ヌルカディロフが射殺体で発見されている。